# Eublemma stereoscia
Eublemma stereoscia là một loài bướm đêm trong họ Erebidae.